# Pseudolycoriella breviantennata
Pseudolycoriella breviantennata är en tvåvingeart som först beskrevs av Werner Mohrig och Boris Mamaev 1983.  Pseudolycoriella breviantennata ingår i släktet Pseudolycoriella och familjen sorgmyggor. Inga underarter finns listade i Catalogue of Life.